# Abigail Johnson
Abigail Pierrepont (Abby) Johnson (Boston, 19 de dezembro de 1961) é uma empresária norte-americana. Johnson é presidente da Fidelity Investments Personal and Workplace Investing. Fidelity foi fundada por seu avô, Edward C. Johnson II e seu pai Edward C. (Ned) Johnson III é seu atual CEO. Em março de 2013 a família Johnson tinha uma participação de 49% da empresa.
Está à frente da FMR Corporation (seguros Fidelity), presidida pelo pai, Edward Crosby Johnson, com 9,8 biliões e 33º da lista. Edward confiou o negócio à filha licenciada pela Universidade de Harvard e passa a maior parte do tempo na Bermuda (onde é vizinho de três milionários com ambições políticas: Michael Bloomberg, mayor de Nova Iorque; Ross Perot, candidato à Casa Branca em 1992 e Silvio Berlusconi, ex-primeiro-ministro da Itália.